# Gare de Kasumigaoka (Hyōgo)
La gare de Kasumigaoka (霞ヶ丘駅, Kasumigaoka-eki) est une gare ferroviaire localisée dans l'arrondissement Tarumi de la ville de Kobe, dans la préfecture de Hyōgo au Japon. La gare est exploitée par la compagnie Sanyo Electric Railway, sur la ligne principale Sanyo Electric Railway. Le numéro de la gare est SY 12.

## Situation ferroviaire
Établie à 19 mètres d'altitude, la gare de Kasumigaoka est située au point kilométrique (PK) 10.7 de la ligne principale Sanyo Electric Railway. 

## Histoire
C'est le 1er juin 1964 que la gare est inaugurée.
En 2013, la fréquentation journalière de la gare était de 915 personnes.
| 2010 | 2011 | 2012 | 2013 |
| 805  | 814  | 874  | 915  |

## Service des voyageurs

### Accueil
La gare est une halte sans service et sans personnel.

### Desserte
La gare de Kasumigaoka est une gare disposant de deux quais et de quatre voies.
| N° de voie | Ligne | Direction         |
| ---------- | ----- | ----------------- |
| 1・2       | Sanyō | Akashi - Himeji   |
| 3・4       | Sanyō | Sannomiya - Ōsaka |

Installations et desserte
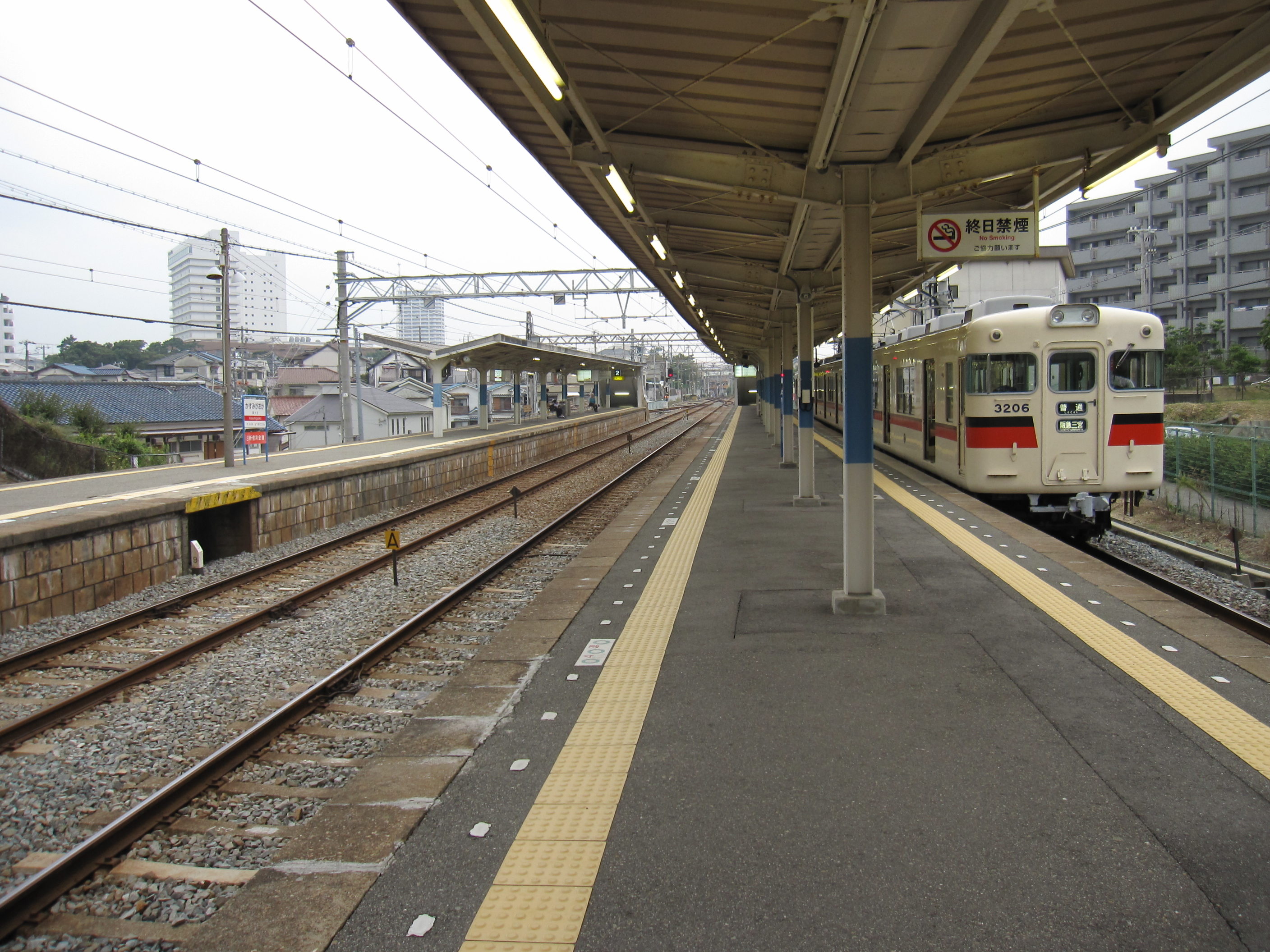
Vue sur les voies et quais.

### Site d’intérêt
- La station balnéaire Maiko